# جيسي هارمز
جيسي هارمز (بالإنجليزية: Jesse Harms)‏ هو كاتب أغاني وموسيقي أمريكي، ولد في 6 يوليو 1952.

## وصلات خارجية
- جيسي هارمز على موقع IMDb (الإنجليزية)
- جيسي هارمز على موقع ميوزك برينز (الإنجليزية)
- جيسي هارمز على موقع أول ميوزيك (الإنجليزية)
- جيسي هارمز على موقع ديسكوغز (الإنجليزية)